# إتيرنال رينغ
اتيرنال رينغ (بالإنجليزية: Eternal Ring)‏، هي لعبة كومبيوتر والتي تصنف من ضمن ألعاب تصويب منظور الشخص الأول، صدرت في السوق سنه 2000 وتعمل نظام بلاي ستيشن 2 الحصري.

## المواقع الخارجية
- إتيرنال رينغ على موقع IMDb (الإنجليزية)

- الموقع الرسمي ياباني
- إتيرنال رينغ على موبي غيمز